# Алеандро, Норма
Но́рма Алеа́ндро (исп. Norma Aleandro; род. 2 мая 1936, Буэнос-Айрес) — аргентинская актриса театра и кино.

## Биография
Из семьи актёров театра и кино Педро Алеандро и Марии Луизы Робледо. Младшая сестра актрисы Марии Ванер. Начала выступать на сцене вместе с родителями в возрасте 9 лет. Играла в пьесах Еврипида, Мольера, Лопе де Веги, Сервантеса, Тирсо де Молины, О’Нила, Брехта, Артура Миллера, Теннесси Уильямса, Жана Ануя, Марио Варгаса Льосы. Выступала на радио. В кино дебютировала в 1952 году, сыграла более чем в 50 фильмах. Активно работала и работает на телевидении. В 1976—1981 годах проживала в Уругвае и Испании, снималась у испанских кинорежиссёров, позднее работала в Голливуде.
Выступает также как поэт, драматург и сценарист.
Сын — актёр Оскар Ферриньо.

## Избранная фильмография

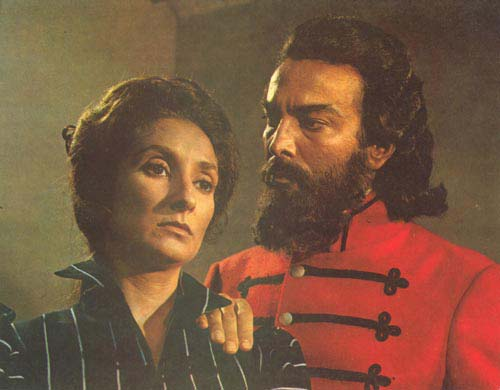
Леопольдо Торре Нильссон, 1971

- Леопольдо Торре Нильссон, 19711962: El último piso (Даниэль Чернявский)
- 1969: La fiaca (Фернандо Аяла)
- 1970: Los herederos (Давид Стивель, также автор сценария)
- 1971: Güemes, la tierra en armas (Леопольдо Торре Нильссон)
- 1973: Los siete locos (Леопольдо Торре Нильссон, по роману Роберто Арльта)
- 1974: La tregua (Серхио Ренан)
- 1976: No toquen a la nena (Хуан Хосе Хусид)
- 1979: Las verdes praderas (Хосе Луис Гарси)
- 1985: Официальная версия / La historia oficial (Луис Пуэнсо, премия Каннского МКФ лучшей актрисе, Давид ди Донателло лучшей зарубежной актрисе, премия лучшей актрисе от Нью-Йоркского сообщества кинокритиков, Серебряный кондор Ассоциации кинокритиков Аргентины лучшей актрисе, премия МКФ в Картахене[англ.])
- 1987: Габи: правдивая история/ Gaby: A True Story (Луис Мандоки, номинация на Оскар лучшей актрисе второго плана, номинация на Золотой глобус лучшей актрисе второго плана)
- 1989: Родственники/ Cousins (Джоэл Шумахер)
- 1990: Cien veces no debo (Алехандро Дорья)
- 1991: Война одного человека/ Un hombre en guerra (Серхио Толедо)
- 1996: Просветлённое сердце/ Corazón iluminado (Эктор Бабенко)
- 1996: Осеннее солнце / Sol de otoño (Эдуардо Миньонья, «Серебряная раковина лучшей актрисе» Сан-Себастьянского МКФ, «Серебряный кондор лучшей актрисе», премия лучшей актрисе на МКФ в Гаване)
- 1998: El faro (Эдуардо Миньонья)
- 2000: Ночь любви / Una noche con Sabrina Love (Алехандро Агрести)
- 2001: La fuga (Эдуардо Миньонья)
- 2001: El hijo de la novia (Хуан Хосе Кампанелья, Серебряный кондор лучшей актрисе второго плана, премия лучшей актрисе на МКФ в Грамаду)
- 2002: Все стюардессы попадают в рай/ Todas las azafatas van al cielo (Даниэль Бурман)
- 2003: Клеопатра / Cleopatra (Эдуардо Миньонья, номинация на Серебряный кондор лучшей актрисе)
- 2004: Ay Juancito (Эктор Оливера)
- 2004: Cama adentro (Хорхе Гаджеро, номинация на Серебряный кондор лучшей актрисе)
- 2004: Only Human/Seres queridos (Gloria Dali)
- 2009: Конечный пункт / The City of Your Final Destination (Джеймс Айвори)
- 2009: Anita (Маркос Карневале)
- 2009: Andrés no quiere dormir la siesta (Даниэль Бустаманте)
- 2009: Cuestión de principios (Родриго Гранде)
- 2009: Музыка в ожидании/ Música en espera (Эрнан Голдфрид)
- 2011: Familia para armar (Эдгардо Гонсалес Амер)
- 2012: La suerte en tus manos (Даниэль Бурман)
- 2012: El Pozo (Родольфо Карневале)
- 2013: Cuidado con lo que sueñas (Хейка Урданета)
- 2015: El espejo de los otros (Маркос Карневале)
- 2016: Angelita, la doctora (Хелена Тритек)
- 2017: La valija de Benavídez (Лора Касабе)

## Признание
Театральная премия ОБи (1985). Премия Конекс (2001) и многие другие награды. Почётный гражданин города Буэнос-Айреса (1996). В 2004 году была назначена первым президентом Академии кинематографических наук и искусств Аргентины.
В 2014 году Палата депутатов Аргентины наградила Алеандро Норму за её актёрскую карьеру и заслуги.